# Anomala gressetti
Anomala gressetti är en skalbaggsart som beskrevs av Frey 1970. Anomala gressetti ingår i släktet Anomala och familjen Rutelidae. Inga underarter finns listade i Catalogue of Life.